# Павленко Сергій Олегович

Батьківська хата Сергія Павленка в Дяговій. 2015 рік.

Сергі́́й Оле́гович Павле́нко (* 11 вересня 1955, Луцьк) — український журналіст, публіцист, історик-мазепознавець, краєзнавець, дослідник Гетьманщини та Чернігово-Сіверщини, шеф-редактор наукового журналу «Сіверянський літопис» (Чернігів).

## Життєпис
Сергій Павленко народився в сім'ї Олега Васильовича Павленка (1933—1989) — фахівця в галузі агрономії, що обіймав посади голови колгоспу та голови сільради, і Галини Степанівни Павленко (1931—2009; до шлюбу Танюк, рідна сестра Леся Танюка) — вчительки біології та німецької мови.
До 1958 року Сергій мешкав у Луцьку й Умані, з 1958 по 1973 рік — у селі Дягова Менського району Чернігівської області. З 1963 навчався в Дягівській середній школі, яку закінчив у 1973-му. Того ж року вступив на стаціонар філологічного факультету Київського державного університету імені Шевченка (спецкурс літературної критики, українське відділення). У 1978-му закінчив цей виш, здобувши спеціальність «філолог, викладач української мови та літератури». Також заочно навчався (1989—1991) в Київському інституті політології та соціального управління й одержав фах політолога, викладача соціально-політичних дисциплін у вищих та середніх навчальних закладах.
Упродовж 1978—1979 навчального року Сергій Павленко викладав українську мову та літературу в Горностайпільській середній школі на Київщині. У 1979—1980 був кореспондентом чорнобильської районної газети «Прапор перемоги». У 1981—1983 працював завідувачем відділу катеринопільської районної газети «Авангард», а з 1983 по 1987 рік — заступником редактора бобровицької районної газети «Жовтнева зоря»). У січні 1987-го він став учасником Всесоюзної наради молодих публіцистів у Мінську. У 1987—1991 роках очолював редакцію чернігівської обласної молодіжної газети «Комсомольський гарт». У 1991—2015 роках працював власним кореспондентом газети Верховної Ради «Голос України». Сергій Павленко доклав немало зусиль для становлення та повноцінного функціонування «Сіверянського літопису». 1994 року він став головним редактором цього чернігівського журналу, а у 2010-му обійняв посаду шеф-редактора.
1990 року він вступив до Всеукраїнського товариства «Просвіта» імені Тараса Шевченка і в 1991—2015 був членом правління обласної організації цього товариства. Член Національної спілки журналістів України з 1982 року. Член Національної спілки краєзнавців України з 2010 року.
З 1987 року Сергій Павленко постійно проживає в Чернігові. У 1978-му одружився з Оленою Ткаченко (* 1957), випускницею КДУ, за фахом перекладач із болгарської, у 1996—2014 працювала випусковим редактором «Сіверянського літопису». Син подружжя Василь Павленко (* 1981) — економіст, випускник Києво-Могилянської академії, нині директор KPMG в Мінську.

## Творча діяльність

Приміщення обласного осередку товариства «Просвіта», у якому міститься редакція журналу «Сіверянський літопис». Чернігів, Хлібопекарська, 10.

Працюючи власним кореспондентом у «Голосі України», Сергій Павленко їздив по всій Чернігівщині. Спілкуючись з місцевими людьми й занотовуючи важливі й цікаві факти про села, хутори та їх жителів, він дедалі глибше зацікавлювався краєзнавством і виходив на фаховий рівень у цій галузі. Згодом зібраний матеріал став основою його книжки «Мікротопоніми Чернігово-Сіверщини», в якій подано етимологічні та почасти історичні дані про назви всіх 1528 населених пунктів краю, а також про назви 25 000 кутків, полів, випасів, урочищ, могил, курганів, долин, ярів, боліт, озер, річок і лісів. За «Мікротопоніми Чернігово-Сіверщини» автор став лауреатом Чернігівської обласної літературної премії імені Леоніда Глібова.
У журналістській діяльності Сергій Павленко приділяв велике значення історії. Восени 1991-го він мав написати статтю про загибель Батурина під час російсько-шведської війни й, не вдовольнившись інформацією в наявній тоді історичній літературі, вдався до пошуків у книгозбірнях, сховищах і архівах Чернігова, Ніжина та Києва. Відтоді почалося становлення Сергія Павленка як науковця. За час роботи в «Голосі України» він опублікував близько 1500 статей, вагоме місце серед яких посідали публікації про Івана Мазепу й діячів Гетьманщини, про історію Батурина й України. Зокрема, у статті «Родовід гетьмана І. Мазепи» (2007) він узагальнив усі наявні джерела, відомості про цей родовід. Розвідки історика та публіциста надруковано в багатьох вітчизняних наукових збірниках та часописах, а також у виданнях Аргентини, Канади, Великої Британії та США.
Сергій Павленко написав книжки-дослідження «Загибель Батурина 2 листопада 1708 року» (1994, 2007), «Князь Михайло Чернігівський та його виклик Орді» (1996), «Міф про Мазепу» (1998), «Іван Мазепа» (2003), «Іван Мазепа як будівничий української культури» (2005), «Кохання гетьмана Мазепи» (2009). «Восстание мазепинцев: мифы и реалии» (2009), «Опозиція на Чернігівщині: 1944—1990 рр.» (1995), навчальний посібник для середньої школи «Україна крізь віки» (2000, у співавторстві) та інші. Підсумком багаторічних пошуків і досліджень стала монографія «Оточення гетьмана Мазепи: соратники та прибічники» (2004), яка вперше ґрунтовно ознайомила українського читача з цим оточенням. Поміщений у ній важливий фактаж допомагає зрозуміти причини поразки мазепинців під час повстання за визволення Гетьманщини з-під влади Москви. На Львівському книжковому форумі у вересні 2004 року монографія стала призером у науковій групі видань і була відзначена почесним дипломом. У книжці «Іван Мазепа як будівничий української культури» (2005) уперше подано ґрунтовне дослідження меценатської діяльності гетьмана, наведено джерела, які підтверджують його участь у фінансуванні будівництва 43 церковних приміщень тієї доби. По-новому висвітлені питання взаємодії Мазепи з представниками церковної ієрархії, його активного захисту українського книговидання. Павленко опублікував серію історичних нарисів про козацьких полковників, старшин доби Мазепи. Упорядкував два томи видання «Доба гетьмана Івана Мазепи в документах» (2007), «Військові кампанії доби гетьмана Івана Мазепи в документах» (2009). Зокрема, в цьому двотомнику Павленко помістив знайдений ним текст допиту старшини, яка здалася після Полтавської битви. У студії «Зображення гетьмана І. Мазепи (кінець XVII — початок XX століть)» (2010) він оприлюднив низку портретів гетьмана, багато з яких були досі невідомі.
Як мазепознавець, Сергій Павленко заперечує версії: про так званий зрадницький договір Мазепи; про намір гетьмана видати Карла Дванадцятого Петрові Першому; про хабар на гетьманство Мазепи у 1687-му; про непорядність Івана Мазепи у стосунках з Мотрею Кочубеївною; про наявність антишведських партизанських загонів на території України; про те, що рух мазепинців мав незначні сили.
Він висунув версії про прагнення Івана Мазепи порвати з Москвою у 1690—1692 роках; про спробу позбавити Мазепу гетьманування в 1707 році; про вигаданість «народних повстань» у 1708-му.
Сучасний російський історик Кирило Кочегаров, заперечуючи погляд на спалення Батурина як на каральну акцію, полемізує з Сергієм Павленком — прихильником такого погляду:

| У сучасній українській літературі спалення Меншиковим Батурина представлено як приклад терору залякування, на яке російська влада свідомо і обдумано пішла, щоб покарати українців за перехід Мазепи до Карла XII. Один із найплідніших сучасних українських дослідників даної проблеми, С. Павленко пише, що Петро I «хотів жорстокістю задушити самостійницькі спроби гетьманців завоювати собі свободу». «Знищення Батурина, – пише він далі, – стало поворотною віхою в історії українського народу. Його визвольні прагнення були вкотре жорстоко придушені імперськими силами. Розстріляна, знекровлена і спалена гетьманська столиця вибила з-під ніг гетьмана І. Мазепи надійну опору впевненості у свої сили»[20]. Оригінальний текст (рос.) В современной украинской литературе сожжение Меншиковым Батурина представлено как пример террора устрашения, на которое российские власти сознательно и обдуманно пошли, чтобы покарать украинцев за переход Мазепы к Карлу XII. Один из наиболее плодовитых современных украинских исследователей данной проблемы, С. Павленко пишет, что Петр I «хотел жестокостью задушить самостийнические попытки гетманцев завоевать себе свободу». «Уничтожение Батурина, — пишет он далее — стало поворотной вехой в истории украинского народа. Его освободительные стремления были уже в который раз жестоко задушены имперскими силами. Расстрелянная, обескровленная и сожженная гетманская столица выбила из-под ног гетмана И. Мазепы надежную опору уверенности в своих силах». |
Виправдовуючи дії Меншикова загалом та заперечуючи історичні дані Сергія Павленка зокрема, російський історик Володимир Артамонов дав пояснення:

| Мазепинці, очолювані Чечелем, знали, на що йдуть, замикаючи фортецю, і їх загибель — це природний наслідок військових дій. З 5—6,5 тис. осіб гарнізону (за завищеною оцінкою С. О. Павленка) розбіглося і врятувалося очевидно більше, ніж 1300—1800 осіб[21]. Оригінальний текст (рос.) Мазепинцы, возглавляемые Чечелем, знали, на что идут, запирая крепость, и их гибель является естественным следствием военных действий. Из 5-6,5 тыс. чел. гарнизона (по завышенной оценке С. О. Павленко) разбежалось и спаслось явно больше, чем 1300—1800 чел. |
Ці аргументи Павленко спростував у статті «Штурм Батурина: нові подробиці та старі схеми».
Російська вчена Тетяна Таїрова-Яковлева заперечує тезу Сергія Павленка про те, що вибір Мазепи у 1687 р. гетьманом завдячує, зокрема, й тому, що керівник виборчих перегонів Василь Голіцин, царедворець, наближений царівни Софії, добре володів латиною, був високоосвіченою людиною того часу й у цьому плані був близький по духу генеральному осавулові Мазепі, якого добре знав:
| Історики всіх напрямків — від С. М. Соловйова до С. Павленка — в один голос говорять про «культурну близькість» Мазепи і Голіцина[23]. Оригінальний текст (рос.) Историки всех направлений — от С. М. Соловьева до С. Павленко — в один голос говорят о «культурной близости» Мазепы и Голицына. |

## Праці

### Основні праці, книги-дослідження
- Загибель Батурина 2 листопада 1708 року. — Чернігів: Редакційно-видавничий відділ Чернігівського обласного управління по пресі, 1994. — 152 с. ISBN 5-7707-6133-4; друге видання: Київ: Українська Видавнича Спілка, 2007. — 266 с.; ISBN 966-7060-77-2; третє видання: Київ: "КМ Академія;2009. — 266 с. 978-966-518-409-6
- Опозиція на Чернігівщині: 1944—1990 рр. [Архівовано 2 грудня 2013 у Wayback Machine.] — Чернігів: Редакційно-видавничий відділ Чернігівського обласного управління по пресі, 1995. — 68 с. ISBN 5-7707-7382-0
- Князь Михайло Чернігівський та його виклик Орді. — Чернігів: Десна, 1996. — 79 с. ISBN 966-502-010-2
- Міф про Мазепу. — Чернігів: Сіверянська думка, 1998. — 248 с. ISBN 966-502-044-7
- Іван Мазепа. — Київ: Видавничий дім «Альтернативи», 2003. — 416 с. ISBN 966-7217-84-1 (Переклад російською «Иван Мазепа» Олени Шумей (2008)
- Оточення гетьмана Мазепи: соратники та прибічники. — Київ: Видавничий дім «КМ Академія», 2004. — 602 с. ISBN 966-518-259-5; 2009 SBN 978-966-518-524-6 (Нагорода 2004 р. Форуму видавців у Львові. Найкраща книжка в номінації «Наукова література»);
- Іван Мазепа як будівничий української культури. — Київ: «КМ Академія», 2005. — 304 с.- ISBN 966-518-331-1
- «Тиранське поводження росіян». Різня в Батурині 2 листопада 1708 р.– К.: ПП Н. Брехуненко, 2008. — 64 с. ISBN 978-966-02-4548-8
- Кохання гетьмана Мазепи. — Чернігів: ПП "Видавництво «Русь», 2008, 112 с. ISBN 978-966-214-609-7
- Восстание мазепинцев: мифы и реалии: историко-документальные очерки. — Чернигов: ПП "Видавництво «Русь», 2009. — 142 с. — ISBN 978-966-214-616-5
- Зображення гетьмана І. Мазепи (кінець XVII — початок XX століть). — Чернігів: Лозовий В. М., 2010. -– 143 с. — ISBN 978-966-2482-21-8
- Зображення гетьмана І. Мазепи (кінець XVII — початок XX століть). — Чернігів: ПП «Видавництво „Русь“, 2010. — 144 с. ISBN 978-966-2146-14-1
- Мікротопоніми Чернігово-Сіверщини. — Чернігів: Десна, 2013. — 600 с. — ISBN 978-966-502-543-6
- Військо Карла XII на півночі України. — К.: Видавничий дім „Києво-Могилянська академія“, 2017. — 512 с. ISBN 978-966-518-724-0
- Іван Мазепа. Прижиттєві зображення гетьмана та його наближених. — К.: Мистецтво, 2018. — 208 с. ISBN 978-966-577-262-0
- Батуринська фортеця. К.: Мистецтво, 2019. — 192 с. ISBN 978-966-577-270-5
- Іван Мазепа. Догетьманський період. Київ: Мистецтво, 2020. 263 с. : іл.  ISBN 978-966-577-289-7

### Збірки документів
- Доба гетьмана Івана Мазепи в документах/Упоряд. С. Павленко. — Київ: КМ Академія, 2007. — 1144 с. ISBN 978-966-518-290-0- (1 місце Всеукраїнського рейтингу „Книжка року“ у номінації „Минувшина“ в 2007 р.).
- Доба гетьмана Івана Мазепи в документах /Упоряд. С. Павленко. — К.: Видавничий дім „Києво-Могилянська академія“, 2008. — 1144 с. — (Серія „Джерела“; т. 1). — ISBN 978-966-518-290-0.
- Військові кампанії доби гетьмана Івана Мазепи в документах /Упоряд. С. Павленко. –- К.: Видавничий дім „Києво-Могилянська академія“, 2009. 1054 с. (Джерела; т. 2). ISBN 978-966-518-491-1 (нагорода Форуму видавців у Львові).
- Україна доби Івана Мазепи. 1708—1709 роки в документальних джерелах / Упорядник С. Павленко. Київ: Мистецтво, 2019. 496 с.ISBN 978-966-577-273-6
- Мазепина Атлантида. Творча спадщина доби 1687—1709 рр. / Упоряд. Сергій Павленко. Київ: Мистецтво, 2021. 503 с.: іл. ISBN 978-966-577-302-3

### Праці в співавторстві
- Україна крізь віки: навчальний посібник з історії України для середніх шкіл / Павленко С. — С.149 –176 .– К.: Ярославів Вал, 2000. — 232 с. ISBN 5-308-01769-7
- Україна — козацька держава: Ілюстрована історія українського козацтва у 5175 фотосвітлинах / Павленко С. — С.394-399, 405. — К.: ЕММА, 2004.– 1216 с. SBN:9669584175
- Гетьман. [Т. 1]: Шляхи / О. Ковалевська, О. Кресін, С. Павленко [Рід. Мала Батьківщина. Юнацькі роки й освіта. Щаблями службової кар'єри]
- Коломак. Літо 1687/ — C. 17-89], О. Сокирко, В. Станіславський. — К.: Темпора, 2009. — 270 с. ISBN 978-966-8201-72-1; ISBN 978-966-8201-73-8
- Дягова: від минулого до сьогодення» (Чернігів: Чернігівські обереги, 2010. — 320 с.) [у співавторстві з Олегом Павленком] ISBN 978-966-533-448-4

### Редаговані збірки документів
- Мазепина книга / Упор. та вступна стаття І. Ситого. Редактор С.Павленко. — Чернігів: ЦНТЕІ, 2005. — 524 с. ISBN 966-02-3601-8
- Село Дягова в матеріалах «Генерального опису Лівобережної України 1765—1769 рр.» / [упоряд. Д. Казимиров, відповідальний редактор С. Павленко]. — Чернігів: Лозовий В. М., 2013. — 231 с. ISBN 978-966-2765-59-5
- Сповідні розписи села Дягови 1746—1830 років [упоряд. Сергій Горобець; відп. ред. Сергій Павленко]. — Чернігів: Лозовий В. М. [вид.], 2015. — 367 с. ISBN 978-617-7223-78-7
- Село Стольне у другій половині XVIII ст. (за матеріалами Генерального опису Лівобережної України 1765—1769 рр.) / Упорядники Дмитро Казимиров, Сергій Токарев [відп. ред. Сергій Павленко]. — Чернігів, 2016. — 288 с.

### Рецензії, відгуки на студії С. Павленка
- Білкун І. Сергій Павленко. Міф про Мазепу //Записки Наукового товариства імені Шевченка. — Львів, 1999. — Т.CCXXXVIII. — С.629 — 635.
- Квітницький С. Кінець 12 міфів про Івана Мазепу // Молодь України. — 1998. — 23 черв. — С. 2.
- Корбач І. Дванадцять міфів про Мазепу // Дем. Україна. — 1998. — 8 жовт. — С.3.
- Махінчук М. На вівтар істини // Уряд. кур'єр. –1998. — 30 черв. — С.3.
- Сокирко О. Тринадцятий міф про Мазепу // Український гуманітарний огляд.– К., 2000. — Вип. 2. — С. 183—197.
- Богуславська А. Початок кінця [Рец. на книгу С. Павленка «Оточення гетьмана Мазепи: соратники та прибічники». — К.: КМ Академія, 2004. — 602 с.] // Книжник- Review. — 2005. — № 8/9. — С. 40–41.
- Половець В. Гетьманські урядовці: діяльність в обставинах часу //Сіверян. літопис. — 2005. — № 2–3. — С.84–93.
- Половець В. Культурне будівництво в гетьманській державі (1687—1708) //Вища школа: проблеми, пошуки, тенденції. Матеріали науково-методичного семінару. Випуск 8.– Чернігів: ЧДПУ ім Т. Г. Шевченка, 2006. — С. 126—143.
- Кочегаров К. А. Измена И. Мазепы и политика русского правительства на Гетманщине. — Спб, 2008.
- Артамонов В. А. Вторжение шведской армии на Гетманщину в 1708 г. и Иван Мазепа. — СПб., 2008
- Таирова-Яковлева Т. Г. Иван Мазепа и Российская империя. История «предательства». — М.: Издательство Центрполиграф, 2011.
- [Архівовано 13 травня 2016 у Wayback Machine.] Потапчук Н. «Зображення гетьмана Івана Мазепи (кінець XVII — початок ХХ століть)» // Українська правда. — Історична правда, 07.03.2011
- Кіпіані В. Рецензія: «Без Батурина важко зрозуміти українців» // Українська правда. — Історична правда, 06.11.2012 [Архівовано 13 травня 2016 у Wayback Machine.]

## Праці С. Павленка в Інтернеті
- Сайт «Чтиво». Статті і рецензії [Архівовано 1 серпня 2016 у Wayback Machine.]
- Сайт Чернігівської обласної універсальної бібліотеки імені Володимира Короленка [Архівовано 23 квітня 2016 у Wayback Machine.]
- Сайт «Сіверянського літопису» [Архівовано 4 січня 2011 у Wayback Machine.]
- Сайт «Сіверянського літопису» [Архівовано 2 вересня 2016 у Wayback Machine.]
- Сайт «Мир книги»
- Сайт «Библиотека Якова Кротова». С. Павленко. «Мазепа» [Архівовано 26 квітня 2016 у Wayback Machine.]
- Электронная библиотека. Доба гетьмана Івана Мазепи в документах / Упорядник С. Павленко[недоступне посилання з жовтня 2019]
- Методичний портал. C. О. Павленко про гетьмана Мазепу (6 книг) [Архівовано 30 травня 2016 у Wayback Machine.]
- MirKnig. Online. C. О. Павленко о гетьмане Мазепе (6 книг) [Архівовано 27 серпня 2016 у Wayback Machine.]
- Сайт «Ім'я Івана Мазепи». С. Павленко. «Іван Мазепа» [Архівовано 21 лютого 2016 у Wayback Machine.]
- Сайт «Ім'я Івана Мазепи». С. Павленко. «Оточення гетьмана Мазепи: соратники та прибічники» [Архівовано 21 лютого 2016 у Wayback Machine.]

## Нагороди і відзнаки
- Заслужений журналіст України (1994)
- Всеукраїнська премія імені Бориса Грінченка (1994)
- Міжнародна літературна премія імені Миколи Гоголя «Тріумф» (1998) — за книжку-дослідження «Міф про Мазепу» і подвижницьке видання журналу «Сіверянський літопис»
- Міжнародна премія імені Івана Мазепи (1999) — за книжку «Загибель Батурина 2 листопада 1708 року»
- Чернігівська обласна премія імені Михайла Коцюбинського (2000)[24]
- Міжнародна журналістська премія імені Василя Стуса (2003)
- Відзнака Президента України — Хрест Івана Мазепи (23 лютого 2010)[25]
- Чернігівська обласна літературна премія імені Леоніда Глібова (2014) — за книжку «Мікротопоніми. Чернігово-Сіверщини»
- Почесна Грамота Верховної Ради України (9 грудня 2015 р.)
- Премія імені Самійла Величка (2018 р.)

## Зовнішні зв'язки
- ПАНЕГІРИК НА ЧЕСТЬ СЛАВНОГО ЮВІЛЕЮ [Архівовано 23 квітня 2016 у Wayback Machine.]
- Сергію Павленку — 60! З роси і води! [Архівовано 22 квітня 2016 у Wayback Machine.]